# Abgeordnetenhauswahl in Tschechien 2006
- KSČM: 26
- ČSSD: 74
- SZ: 6
- KDU: 13
- ODS: 81

Die Abgeordnetenhauswahl in Tschechien 2006 fand am 2. und 3. Juni 2006 statt. Bei der Wahl wurden die Mitglieder des Abgeordnetenhauses neu bestimmt.

## Wahlsystem
Das Abgeordnetenhaus wurde nach dem Verhältniswahlverfahren gewählt. Es gab eine Sperrklausel von 5 %. Die Legislaturperiode betrug 4 Jahre.

## Teilnehmende Parteien
Zur Wahl traten insgesamt 26 verschiedene Parteien an.

## Umfragen
| Institut             | Datum      | ODS    | ČSSD   | KSČM   | KDU-ČSL | SZ     | SNK-ED | US-DEU | Sonstige |
| -------------------- | ---------- | ------ | ------ | ------ | ------- | ------ | ------ | ------ | -------- |
| CVVM                 | 19.05.2006 | 32,0 % | 28,0 % | 15,5 % | 5,5 %   | 10,5 % | 2,5 %  | 0,5 %  | 5,5 %    |
| CVVM                 | 20.04.2006 | 31,5 % | 27,0 % | 15,5 % | 11,5 %  | 12,0 % | —      | —      | 2,5 %    |
| CVVM                 | 24.03.2006 | 32,5 % | 26,5 % | 16,0 % | 8,0 %   | 13,0 % | 0,5 %  | 0,5 %  | 3,0 %    |
| CVVM                 | 01.03.2006 | 36,0 % | 29,0 % | 14,5 % | 10,0 %  | 8,0 %  | 0,5 %  | 0,5 %  | 1,5 %    |
| CVVM                 | 02.02.2006 | 36,0 % | 35,0 % | 14,5 % | 8,0 %   | 3,0 %  | —      | 1,0 %  | 2,5 %    |
| CVVM                 | 22.12.2005 | 37,0 % | 30,5 % | 16,0 % | 10,0 %  | 3,5 %  | —      | 0,5 %  | 2,5 %    |
| CVVM                 | 01.12.2005 | 33,5 % | 31,5 % | 16,5 % | 10,0 %  | 4,5 %  | —      | 0,5 %  | 3,5 %    |
| CVVM                 | 01.11.2005 | 37,0 % | 28,5 % | 18,5 % | 9,5 %   | 3,0 %  | —      | 1,0 %  | 2,5 %    |
| CVVM                 | 22.09.2005 | 37,5 % | 29,5 % | 16,0 % | 8,0 %   | 4,0 %  | —      | 1,0 %  | 4,0 %    |
| CVVM                 | 28.07.2005 | 37,5 % | 24,0 % | 18,0 % | 10,5 %  | 2,5 %  | —      | 1,0 %  | 5,5 %    |
| Abgeordnetenhauswahl | 06.2002    | 24,5 % | 30,2 % | 18,5 % | 14,3 %  | 2,4 %  | 2,8 %  | —      | 7,0 %    |

## Wahlergebnis

Wahlgewinner nach Region:
ODS
ČSSD

Die Demokratische Bürgerpartei (ODS) war der eindeutige Sieger der Wahl. Sie erhielt mit 35,38 % der abgegebenen Stimmen die meisten Sitze im Abgeordnetenhaus und verzeichnete zugleich den größten Stimmenzuwachs von 10,91 %. Einen leichten Zuwachs an Stimmen erhielt auch die Tschechische Sozialdemokratische Partei (ČSSD), sie wurde aber trotzdem nur noch zweitstärkste Kraft. Deutliche Stimmenverluste verzeichneten die Kommunistische Partei Böhmens und Mährens (KSČM). Die Christdemokratische Volkspartei (KDU-ČSL) musste zwar ebenfalls Stimmenverluste hinnehmen, da sie 2002 aber in einem Bündnis und einer gemeinsamen Wahlliste mit der Freiheitsunion angetreten war, wurden diese Verluste nicht als allzu stark gewertet: Während die KDU-ČSL nur leicht hinter ihren Ergebnissen zurückblieb, die sie traditionell vor 2002 als Einzelpartei eingefahren hatte, bedeutet diese Wahl das faktische Verschwinden der bisherigen Regierungspartei Freiheitsunion von der politischen Bildfläche. Auf sie entfielen lediglich 0,3 % der Stimmen. Dafür schaffte die Partei der Grünen (SZ) mit 6,29 % erstmals den Sprung über die 5 %-Hürde und zog somit ins Parlament ein.
| Partei                                  | Partei                                                                          | Stimmen   | Stimmen | Stimmen | Sitze  | Sitze |
| Partei                                  | Partei                                                                          | Anzahl    | %       | +/−     | Anzahl | +/−   |
| --------------------------------------- | ------------------------------------------------------------------------------- | --------- | ------- | ------- | ------ | ----- |
|                                         | Demokratische Bürgerpartei (ODS)                                                | 1.892.475 | 35,38   | +10,91  | 81     | +23   |
|                                         | Tschechische Sozialdemokratische Partei (ČSSD)                                  | 1.728.827 | 32,32   | +2,12   | 74     | +4    |
|                                         | Kommunistische Partei Böhmens und Mährens (KSČM)                                | 685.328   | 12,81   | −5,70   | 26     | −15   |
|                                         | Christliche und Demokratische Union – Tschechoslowakische Volkspartei (KDU-ČSL) | 386.706   | 7,23    | −7,04   | 13     | −18   |
|                                         | Partei der Grünen (SZ)                                                          | 336.487   | 6,29    | +3,93   | 6      | +6    |
|                                         | SNK Europäische Demokraten (SNK-ED)                                             | 111.724   | 2,09    | −0,69   | —      | —     |
|                                         | Unabhängige Demokraten (NEZ/DEM)                                                | 36.708    | 0,69    | Neu     | —      | Neu   |
|                                         | Politische Bewegung Unabhängige                                                 | 33.030    | 0,62    | Neu     | —      | Neu   |
|                                         | Partei der Vernunft (SZR)                                                       | 24.828    | 0,46    | +0,24   | —      | —     |
|                                         | Rechter Block (PB)                                                              | 20.382    | 0,38    | −0,21   | —      | —     |
|                                         | Freiheitsunion – Demokratische Union (US-DEU)                                   | 16.457    | 0,31    | —       | —      | −10   |
|                                         | Recht und Gerechtigkeit (PaS)                                                   | 12.756    | 0,24    | Neu     | —      | Neu   |
|                                         | Moravané (M)                                                                    | 12.552    | 0,23    | Neu     | —      | Neu   |
|                                         | Partei für Chancengleichheit (SRŠ)                                              | 10.879    | 0,20    | Neu     | —      | Neu   |
|                                         | Nationale Partei (NS)                                                           | 9.341     | 0,18    | Neu     | —      | Neu   |
|                                         | Koalition für die Republik (KpČR)                                               | 8.140     | 0,15    | Neu     | —      | Neu   |
|                                         | Tschechische Krone ("KČ")                                                       | 7.293     | 0,14    | Neu     | —      | Neu   |
|                                         | Balbíns poetische Partei (BPS)                                                  | 6.897     | 0,13    | −0,06   | —      | —     |
|                                         | 4 VIZE - www.4vize.cz                                                           | 3.109     | 0,06    | Neu     | —      | Neu   |
|                                         | Tschechische Nationalsozialistische Partei (ČSNS 2005)                          | 1.387     | 0,03    | Neu     | —      | Neu   |
|                                         | Helax - Ostrava se baví (HOB)                                                   | 1.375     | 0,03    | Neu     | —      | Neu   |
|                                         | Humanistische Partei (HS)                                                       | 857       | 0,02    | Neu     | —      | Neu   |
|                                         | Folklore und Gesellschaft (FiS)                                                 | 574       | 0,01    | Neu     | —      | Neu   |
|                                         | Tschechische Rechte (ČP)                                                        | 395       | 0,01    | −0,03   | —      | —     |
|                                         | Liberale Reformpartei (LiRA)                                                    | 253       | 0,00    | Neu     | —      | Neu   |
|                                         | Tschechische Bewegung für nationale Einheit (ČHNJ)                              | 216       | 0,00    | Neu     | —      | Neu   |
| Gesamt                                  | Gesamt                                                                          | 5.348.976 | 100,00  |         | 200    |       |
| Gültige Stimmen                         | Gültige Stimmen                                                                 | 5.348.976 | 99,64   | +0,08   |        |       |
| Ungültige Stimmen                       | Ungültige Stimmen                                                               | 19.519    | 0,36    | −0,08   |        |       |
| Wahlbeteiligung                         | Wahlbeteiligung                                                                 | 5.368.495 | 64,47   | +6,47   |        |       |
| Nichtwähler                             | Nichtwähler                                                                     | 2.964.810 | 35,53   | −6,47   |        |       |
| Wahlberechtigte                         | Wahlberechtigte                                                                 | 8.333.305 |         |         |        |       |
| Quelle: Tschechisches Statistisches Amt |                                                                                 |           |         |         |        |       |

## Regierungsbildung
Nach der Wahl war die Tschechische Republik durch eine Pattsituation gelähmt: das "bürgerliche" Lager (ODS, KDU-ČSL, SZ) und das "linke" Lager bestehend aus ČSSD und KSČM hatten je 100 Sitze. Sowohl der amtierende Ministerpräsident Jiří Paroubek als auch der ODS-Vorsitzende Mirek Topolánek erhoben Anspruch auf das Amt des Ministerpräsidenten. Es kam zu einer Verfassungskrise, weil das neugewählte Parlament sich wochenlang nicht konstituiere. Kein Kandidat für das Amt des Präsidenten der Abgeordnetenkammer fand eine Mehrheit. Die vom bürgerlichen Lager vorgeschlagenen Kandidaten Miroslava Němcová und alle aufgestellten Ersatzkandidaten scheiterten an der Geschlossenheit des linken Lagers. Im Rahmen eines Kompromisses zwischen beiden Lagern wurde zunächst der Sozialdemokrat Miloslav Vlček "kommissarisch" zum Parlamentspräsidenten gewählt, um wenigstens die Konstituierung des Parlamentes zu ermöglichen. Vlček blieb dann allerdings bis kurz vor den folgenden Parlamentswahlen 2010 im Amt.
Auch die Regierungsbildung war schwierig. Der nach der Konstituierung des Parlamentes nur noch  kommissarisch amtierende Ministerpräsident Jiří Paroubek spekulierte auf eine Fortsetzung seiner bestehenden Regierung mit der KDU-ČSL als Minderheitsregierung unter stillschweigender Duldung der KSČM. Dies wurde von den Christdemokraten jedoch abgelehnt. Staatspräsident Václav Klaus beauftragte daher im September 2006 den ODS-Vorsitzenden Mirek Topolánek mit der Regierungsbildung. Dieser hoffte mangels bürgerlicher Mehrheit auf eine Minderheitsregierung und auf eine Unterstützung durch die Sozialdemokraten mittels eines Oppositionsvertrages. Seine aus ODS-Vertretern und Parteilosen gebildete Regierung wurde jedoch wegen des Widerstandes der Sozialdemokraten vom Parlament nicht bestätigt. Anfang 2007 (230 Tage nach der Wahl) konnte Topolánek schließlich eine mehrheitsfähige Regierung zusammen aus ODS, KDU-ČSL und SZ bilden, weil zwei Abgeordnete die ČSSD-Fraktion verlassen hatten und die Regierung stillschweigend duldeten.
Diese Regierung wurde Im Frühjahr 2009 durch ein destruktives Misstrauensvotum gestürzt. Es kam zur Bildung einer parteilosen Übergangsregierung unter Jan Fischer, die das Land bis zur vorgezogenen Neuwahl im Oktober 2009 führen sollte, die durch eine Selbstauflösung der Kammer ermöglichte werden sollte. Diese Neuwahl wurde Anfang September aber vom Verfassungsgericht gestoppt, weil die tschechische Verfassung zum Beginn der Legislaturperiode kein Selbstauflösungsrecht der Abgeordnetenkammer vorgesehen hatte und das gewählte Parlament daher Bestandsschutz genoss. Das Verfassungsgericht hatte bereits 1998 eine Parlamentsselbstauflösung als „Ausnahmefall“ ermöglicht und den Verfassungsgesetzgeber aufgefordert, ein Selbstauflösungsrecht explizit in der Verfassung zu verankern, wenn es gewünscht wäre. Das war jedoch nicht geschehen. Die Legislaturperiode dauerte daher bis zur regulären Wahl im Mai 2010 und die Regierung Fischers blieb weiter im Amt.